# هماو
هماو (بالألمانية: Hemau) هي بلدة ألمانية تقع في ألمانيا في منطقة ريغنسبورغ ‏.